# Agrotis pseudoplecta
Agrotis pseudoplecta là một loài bướm đêm trong họ Noctuidae.